# アショロア
アショロア（学名：Ashoroa）は、2000年に記載された束柱目デスモスチルス科に属する哺乳類の属。化石は日本の北海道足寄町で発見された。束柱目の中では特に基盤的な属であり、古第三紀の後期漸新世の日本に生息した。タイプ種のアショロア・ラティコスタ（Ashoroa laticosta）のみが知られている。

## 発見
束柱目の化石は19世紀から20世紀にかけて日本から複数報告されている。1976年、北海道足寄町で新たな束柱目の全身化石が産出した。化石は白糠丘陵の地質調査を行っていた木村学により、7月31日に上螺湾モラワン川の河床から発見された。2000年に犬塚則久により新属新種として記載・命名された。
2001年に足寄動物化石博物館が開館した後、アショロアの復元が行われた。この時に組み立てられた全身復元骨格は同館で展示されている。また、2016年には新復元に基づく復元骨格が公開された。ベヘモトプスと共に、発見された化石63点は「足寄動物群束柱類化石アショロア骨格」として2018年に足寄町の町文化財に指定された。
なお、足寄町以外から化石は報告されていない。

## 特徴

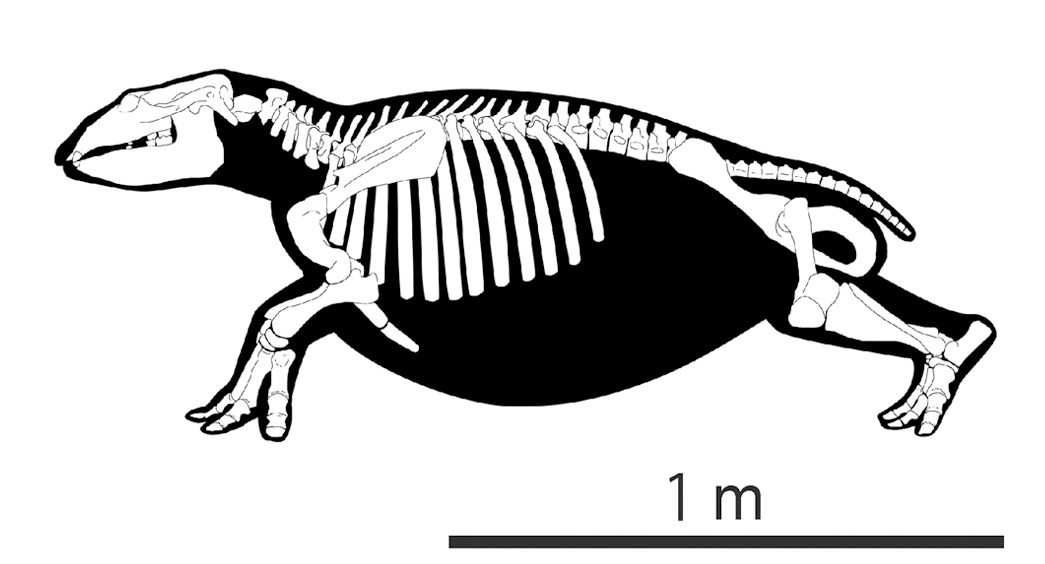
骨格図

体長1.8メートル、体高65センチメートル、体重350キログラムと推定されている。2021年時点で知られている束柱目の中では最小である。
束柱目一般に共通する特徴としては、カバのように太い胴体、短く頑強な四肢、広い手足、癒合した尺骨と橈骨、長い吻部、上下に高い下顎骨、束になった円柱状の特殊化した歯などが挙げられる。ただし、臼歯の特殊化はより派生的な束柱目ほど進んでおらず、コブ状の歯が並んだような状態を呈している。また、門歯も派生的な束柱目と異なり横一列に並んではいなかった。同じく基盤的な束柱目であるベヘモトプスと骨格の構造が類似する。ベヘモトプスとの大きな差異は、肋骨がアショロアでは13対なのに対しベヘモトプスでは16対ある点、ベヘモトプスよりも腰椎が少なく胴部が短い点、臼歯に帯状の膨らみである歯帯が存在しない点が挙げられる。加えて肋骨の形態は遠位部で幅広である点で他の束柱目の属と異なる。
また、派生的なデスモスチルスが海綿状の骨を持っていた一方で、アショロアは密度の高い骨を有していたことが林昭次らの研究により明らかにされている。前者のような骨は現生のクジラやゾウアザラシといった活発に海中を遊泳する種類、後者のような骨はジュゴンやマナティや初期のクジラ類のように水中で安定した生活を送っていた種類に多く見られる。このことから、アショロアは浅瀬で安定型の生活を送っていたことが示唆されている。

## 進化史
アショロアは束柱目の中でも特に基盤的で、その年代は約2800万年前と、約2500万年前のベヘモトプスよりも古い最古の属である。アショロアは始新世にアントラコブネ類から枝分かれし、後期漸新世で化石記録が確認されている。アショロアからは後期漸新世のうちにコルンワリウスが枝分かれし、やがてその後のデスモスチルスへ派生した。すなわち、アショロアは最古のデスモスチルス科の属で、他のデスモスチルス科の属の起源となったということである。一方で、後期始新世にはアショロアからベヘモトプスが枝分かれしたと考えられている。ベヘモトプスからはパレオパラドキシアが枝分かれしており、アショロアはデスモスチルス科と同時にパレオパラドキシア科の起源にも繋がっている。
束柱目の哺乳類はアショロアなど基盤的なものでは骨密度が高く、またデスモスチルスなど派生的なものでは骨密度が低いことから、鯨類と同様にスポンジ状の骨組織を獲得する進化を遂げたと推測されている。

## 古環境
約2900 - 2400万年前の北海道は東西に分断されており、現在の道東の地塊はプレート運動に従って南下を続けていた。また、当時の十勝地方は東部が海峡をなしていた。このような環境でアショロアやベヘモトプスは沿岸部を回遊していたと考えられている。

## ギャラリー

復元骨格
復元骨格